# 45.ª reunião de cúpula do G7

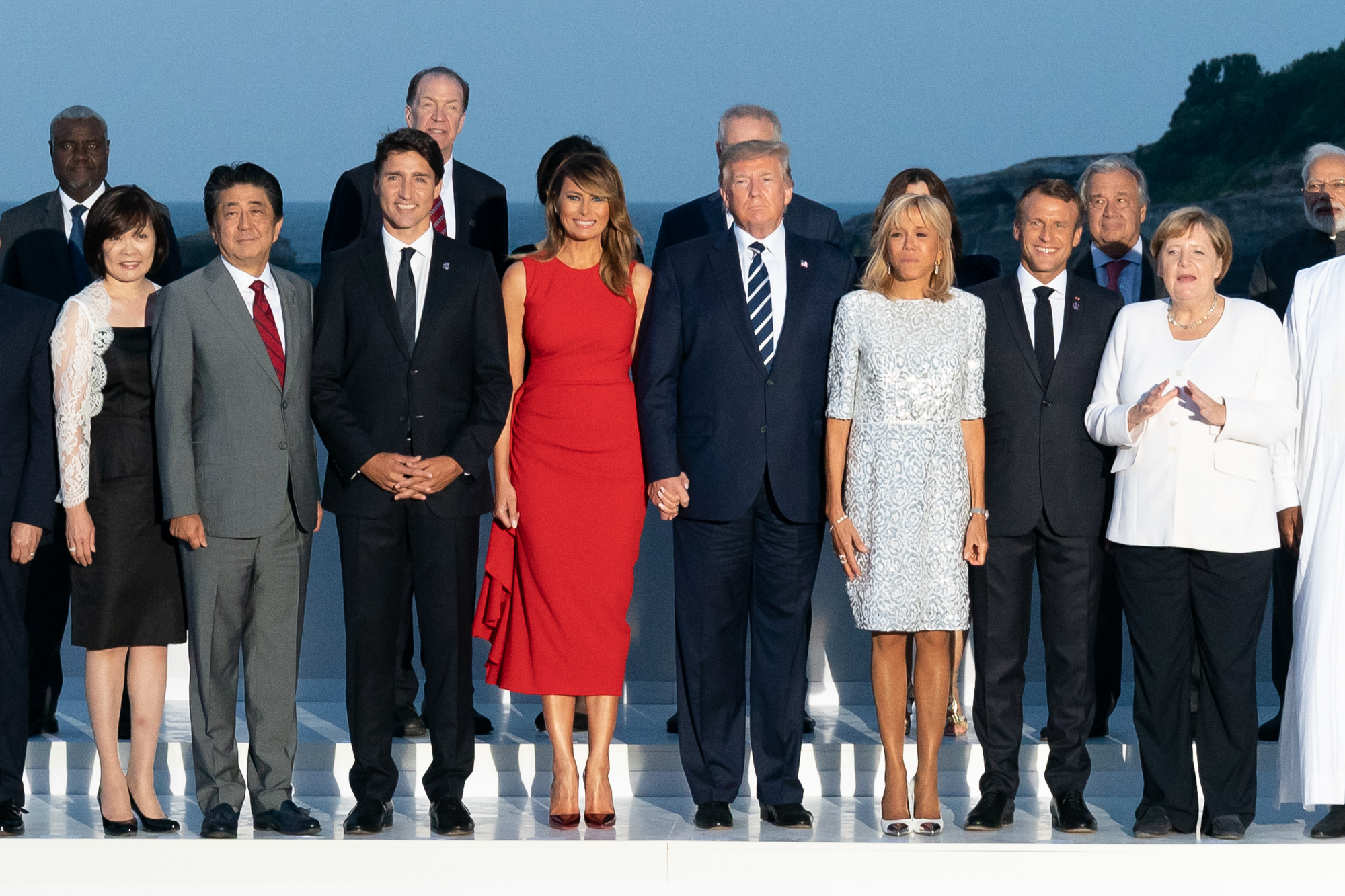

A 45.ª Cúpula dos Países Desenvolvidos (português brasileiro) ou 45.ª Cimeira dos Países Desenvolvidos (português europeu) foi realizada entre os dias 24 a 26 de Agosto de 2019 na cidade de Biarritz, na França.
Desde março de 2014, após a anexação da Crimeia à Russia, o grupo não realiza reuniões com a participação do país, no contexto do G8 e, por isso, desde, então, as reuniões continuem sob o processo do G7. Um possível retorno da Rússia ao grupo é um dos temas do encontro, além dos incêndios florestais na Amazônia, economia global, Irã e desigualdade social e disparidade entre homens e mulheres.

## Líderes na cúpula
O Hôtel du Palais em Biarritz, França, foi escolhido como anfitrião da cúpula do G7.
Os participantes da 45ª cúpula do G7 incluirão os líderes dos sete estados membros do G7, bem como representantes da União Europeia . O Presidente da Comissão Europeia é um participante permanentemente bem-vindo em todas as reuniões e tomadas de decisão desde 1981, mas não comparecerá em 2019 devido a uma cirurgia. O Presidente do Conselho Europeu é o co-representante da UE desde a 36ª cúpula do G8 organizada pelo Canadá em junho de 2010.
Esta será a primeira cúpula do G7 do primeiro-ministro britânico Boris Johnson . Será também a última cúpula do primeiro-ministro italiano Giuseppe Conte e Donald Tusk . O Presidente da República Francesa, Emmanuel Macron, convidou o Primeiro Ministro da Austrália Scott Morrison, o Primeiro Ministro da Espanha Pedro Sánchez e o Primeiro Ministro da Índia Narendra Modi para participar da sessão de divulgação da Cúpula do G7 em Biarritz como convidados especiais.

### Participantes esperados
| Membros principais do G7 O estado e líder do anfitrião são mostrados em negrito. |                |                      |                                |
| Membro                                                                           | Membro         | Representado por     | Título                         |
| Canadá                                                                           | Canadá         | Justin Trudeau       | Primeiro-ministro              |
| França                                                                           | França         | Emmanuel Macron      | Presidente                     |
| Alemanha                                                                         | Alemanha       | Angela Merkel        | Chanceler                      |
| Itália                                                                           | Itália         | Giuseppe Conte       | Primeiro-ministro              |
| Japão                                                                            | Japão          | Shinzo Abe           | Primeiro-ministro              |
| Reino Unido                                                                      | Reino Unido    | Boris Johnson        | Primeiro-ministro              |
| Estados Unidos                                                                   | Estados Unidos | Donald Trump         | Presidente                     |
| União Europeia                                                                   | União Européia | Donald Tusk          | Presidente do Conselho Europeu |
| Convidados Convidados (Países)                                                   |                |                      |                                |
| Membro                                                                           | Membro         | Representado por     | Título                         |
| Austrália                                                                        | Austrália      | Scott Morrison       | Primeiro-ministro              |
| Chile                                                                            | Chile          | Sebastián Piñera     | Presidente                     |
| Egito                                                                            | Egito          | Abdel Fattah el-Sisi | Presidente                     |
| Índia                                                                            | Índia          | Narendra modi        | Primeiro-ministro              |
| Espanha                                                                          | Espanha        | Pedro Sánchez        | Primeiro-ministro              |
| Ruanda                                                                           | Ruanda         | Paul Kagame          | Presidente                     |

## Galeria dos líderes participantes

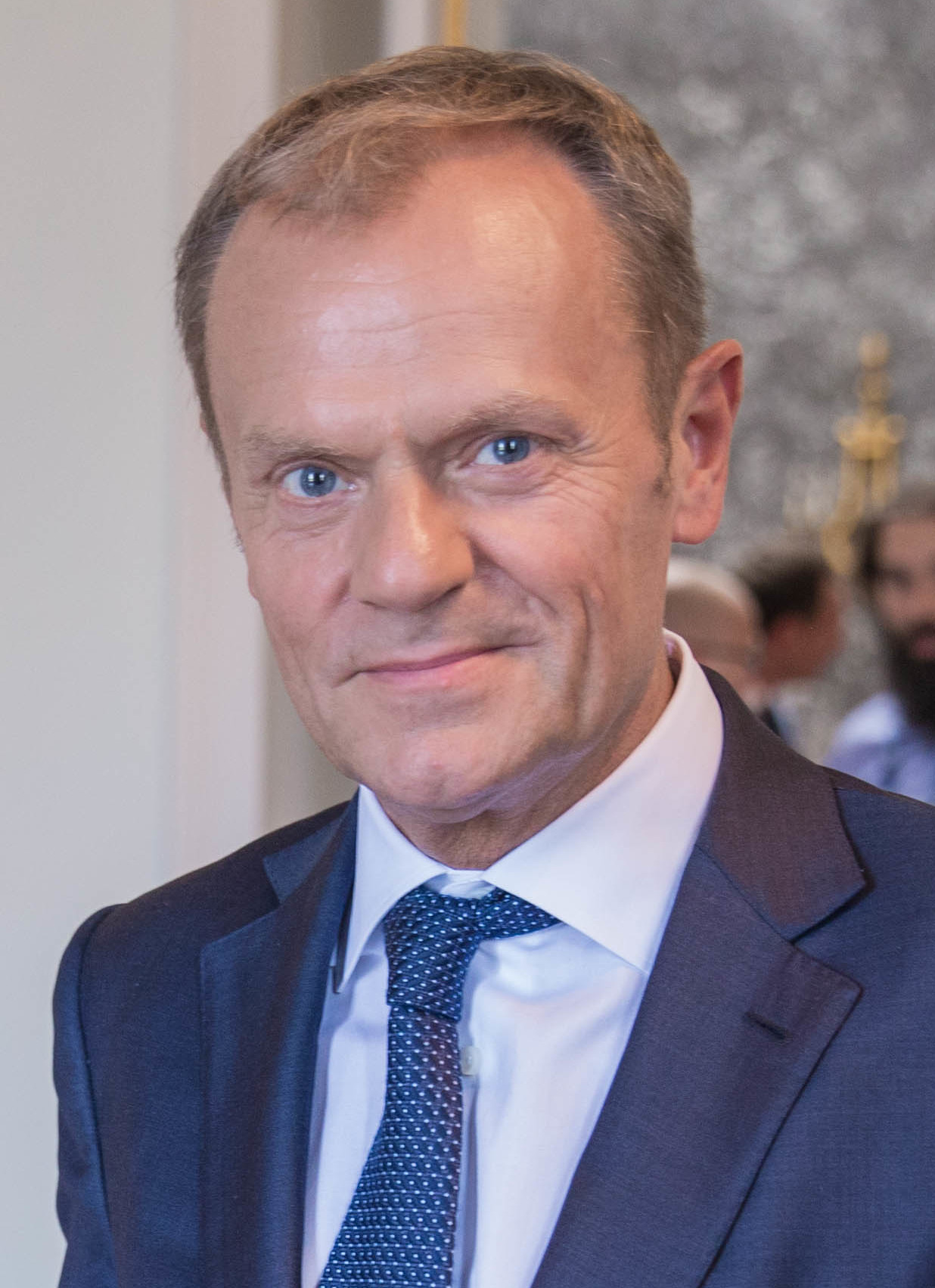
European Union Donald Tusk, Presidente do Conselho Europeu

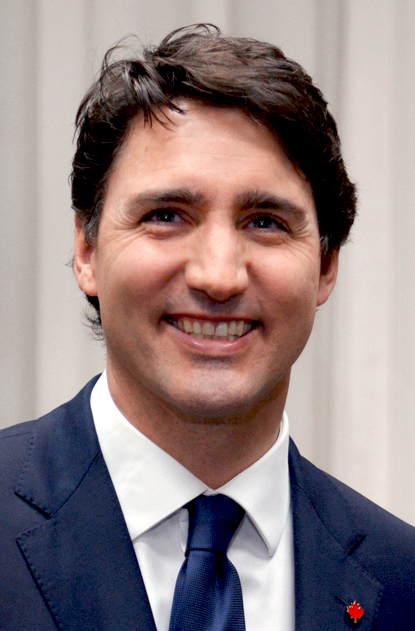
Canadá Justin Trudeau, Primeiro-ministro
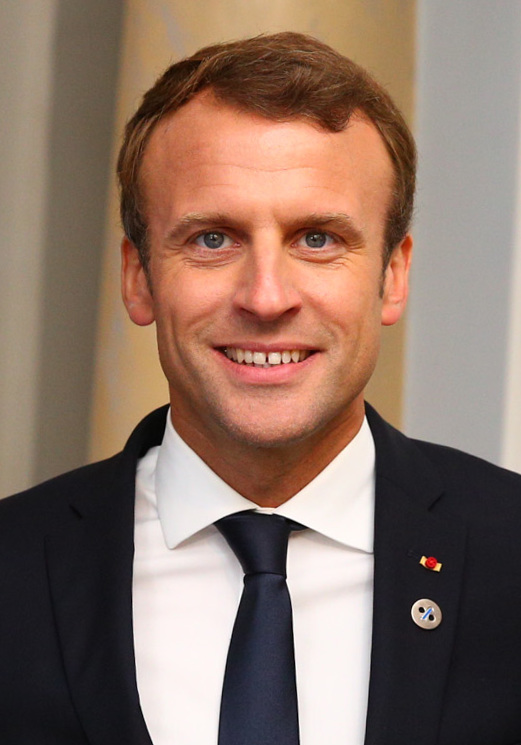
França Emmanuel Macron, Presidente (anfitrião)
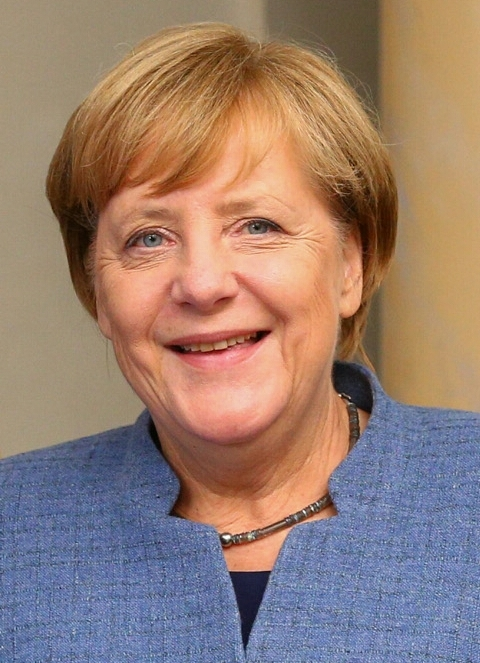
Alemanha Angela Merkel, Chanceler
Japão Shinzō Abe, Primeiro-ministro
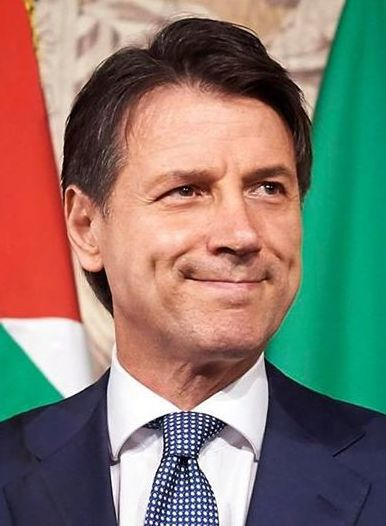
Itália Giuseppe Conte, Primeiro-ministro
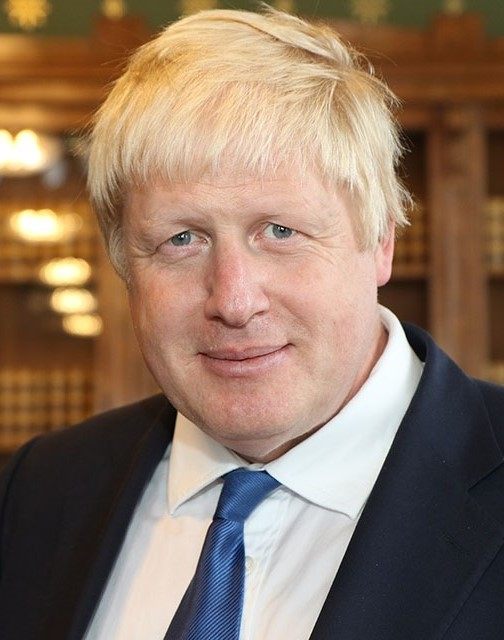
Reino Unido Boris Johnson, Primeiro-ministro
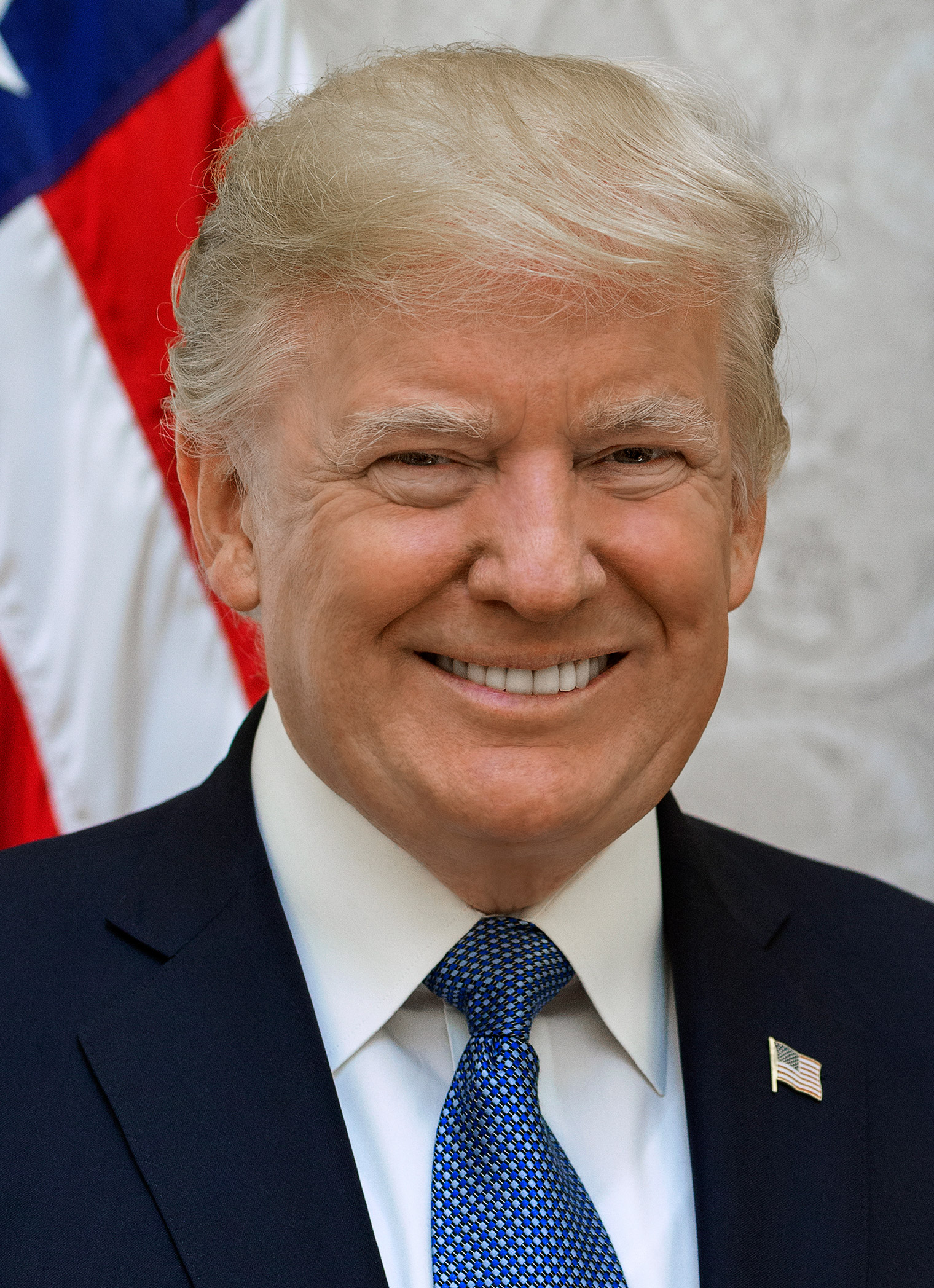
Estados Unidos Donald Trump, Presidente

- União Europeia
Donald Tusk, Presidente do Conselho Europeu

## Temas

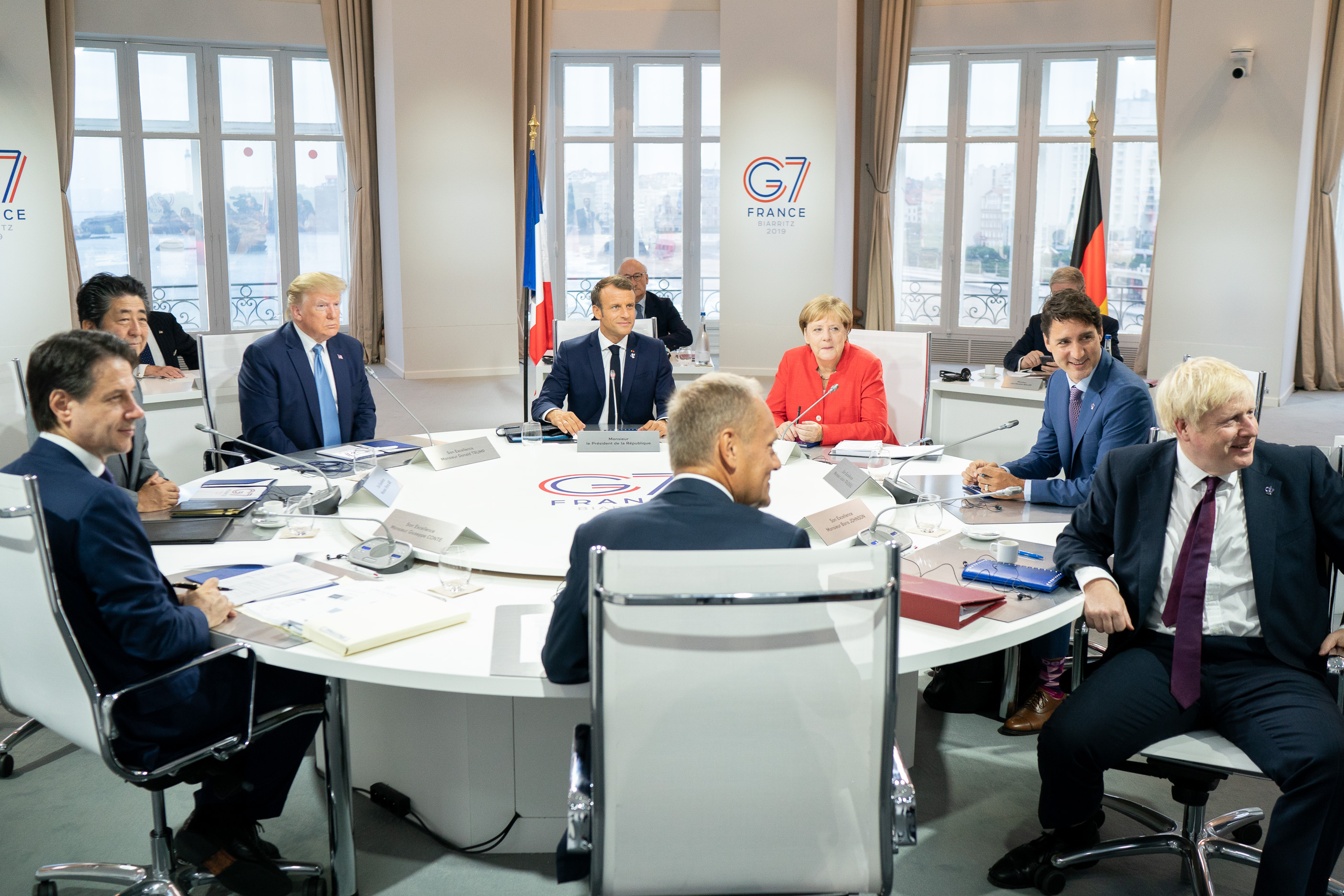
Imagem da reunião da cúpula do G7.

Em 23 de agosto, o presidente Emmanuel Macron exortou o G7 a liderar as discussões da cúpula com os incêndios na Amazônia de 2019, que ele descreveu como uma "crise internacional". Ele disse: "Nossa casa está queimando. Literalmente. ", Acrescentando que a floresta amazônica produz" 20% do oxigênio do mundo ". O presidente dos EUA, Donald Trump, se ofereceu para assumir a posição do governo brasileiro na reunião e disse que o governo dos EUA não concorda em discutir o assunto sem a presença do Brasil. Reino Unido, Itália, Japão, Espanha e Chile também apoiam o Brasil.

## Oponentes

### Protestos
Mais de 13000 policiais são necessários para a segurança. O governo francês deseja evitar movimentos anti-globalização.
Os manifestantes têm várias motivações (ex: anti-extrativismo, movimento antiglobalização, grupos de direitos humanos).
Dúzia de pequenas organizações francesas e bascas juntam para organizar uma cúpula 'Contre G7' (tipo forum social [fr]) e um site comum, nos mesmos dias do G7, no sul do País Basco francês . Dezenas de reuniões-debates são planejados.